# ザグレブ四重奏団
ザグレブ四重奏団（ザグレブしじゅうそうだん、英語: Zagreb Quartet、クロアチア語: Zagrebački kvartet）は、クロアチアの首都ザグレブに本拠を置く弦楽四重奏団である。

## 沿革
1919年に創立された歴史ある団体で、内外に広く演奏活動を行っている。

## 現在のメンバー
- ゴラン・コンツァル（Goran Končar）　第1ヴァイオン、1954年生まれ、1987年からの団員
- ダヴォル・フィリプス（Davor Philips）　第2ヴァイオリン、1977年生まれ）、2001年からの団員
- フルヴォイェ・フィリプス（Hrvoje Philips）　ヴィオラ、1977年生まれ）、2005年からの団員
- マルティン・ヨルダン（Martin Jordan）　チェロ、1970年生まれ）、1992年からの団員